# جوزپه آلسی (بازیکن فوتبال)
جوزپه آلسی (انگلیسی: Giuseppe Alessi؛ زادهٔ ۲۹ دسامبر ۱۹۷۳) بازیکن فوتبال اهل ایتالیا است.
از باشگاه‌هایی که در آن بازی کرده‌است می‌توان به باشگاه فوتبال اسپتزیا، باشگاه فوتبال تورینو، باشگاه فوتبال رجانا، باشگاه فوتبال لیورنو، و باشگاه فوتبال ناپولی اشاره کرد.